# Девизенко, Ольга Александровна
Ольга Александровна Девизенко (24 июля 1929 ― 13 августа 2017) ― советский и российский педагог, учительница, Почётный гражданин города Тулы.

## Биография
Родилась 24 июля 1929 года в городе Днепропетровске в семье служащих. В 1953 году завершила обучение в Тульском государственном педагогическом институте имени Л.Н.Толстого, получила специальность - преподаватель истории. Во время учёбы в ВУЗе её неоднократно избирали секретарем комсомольской организации факультета.
В 1953 году стала работать учителем, а затем директором Сухополтавской школы Воловского района Тульской области, зарекомендовала себя как высококвалифицированный специалист. С 1956 по 1961 годы выполняла обязанности члена ГК ВЛКСМ, была секретарём и членом бюро ГК ВЛКСМ.
В 1961 году в соответствии с приказом Областного комитета народного образования была назначена на должность директора школы-интерната №1 города Тулы. Это учреждение стало первым учебным заведением нового типа. В 1964 году была переведена и утверждена в должности заведующей отделом пропаганды и агитации Пролетарского районного комитета КПСС города Тулы. С 1969 по 1977 годы избиралась депутатом Пролетарского района Совета народных депутатов.
В октябре 1970 года избрана на должность заместителя председателя исполкома Пролетарского районного Совета народных депутатов, была членом исполкома. С 1972 по 1977 годы являлась членом Пролетарского райкома, избиралась секретарем и членом бюро Пролетарского райкома партии.
С 1977 по 1986 годы трудилась в должности заместителя председателя Тульского городского исполкома, являлась депутатом и членом исполкома Тульского городского Совета народных депутатов. Курировала вопросы образования, здравоохранения, культуры и спорта.
Активно участвовала в общественной жизни города Тулы. Являлась леном тульского областного Совета ветеранов. На пенсии с 1986 года она преподавала историю в школе №71 города Тулы, позже занималась преподаванием в школе № 25 города Тулы.
Решение Тульской городской Думы № 72/1578 от 26.08.2009, за вклад в развитие системы образования, была удостоена звания "Почётный гражданин города Тулы".
Проживала в городе Туле. Умерла 13 августа 2017 года. Похоронена на Смоленском кладбище в Туле.

## Награды и звания
- Орден Трудового Красного Знамени,
- Отличник народного просвещения РСФСР.
- другими медалями
- Почётный гражданин города Тулы (2009).